# Elvis XXX – A Porn Parody
Elvis XXX – A Porn Parody ist ein US-amerikanischer Pornofilm von Axel Braun aus dem Jahre 2011. Der Film parodiert das Leben der Rock-’n’-Roll-Legende Elvis Presley. Neben dem Namensgeber werden auch die Filmstars Ann-Margret, James Dean, Marilyn Monroe und Natalie Wood sowie Presleys Ehefrau Priscilla und die Boxlegende Muhammad Ali dargestellt. Veröffentlicht wurde der Film zum Geburtstag Elvis Presleys am 8. Januar 2011 von Brauns Produktionsfirma vivid.

## Handlung
Der Film greift in fünf Szenen, zu deren Beginn jeweils ein Datum angegeben wird, verschiedene Abschnitte aus Elvis Presleys Leben auf. Zwischen den Szenen geben fiktive Freunde, Verwandte und Kollegen von Elvis eigene Statements zu ihm ab. Den jungen Elvis der ersten drei Szenen spielt J. Jay, für den restlichen als „Las-Vegas-Elvis“ übernimmt Dale DaBone die Rolle.
Szene 1: Zu Beginn wird kurz Elvis’ ersten Auftritt in der Ed Sullivan Show im Jahre 1956 parodiert. Daraufhin geben Elvis’ Truckfahrer Billy Boy Braddock sowie die „uneheliche Tochter“ von Elvis und Ann-Margret, Shirley, die ersten Kommentare ab, die auch die Hauptszene einleiten. Darin proben Elvis und Ann-Margret eine Szene aus dem Film Viva Las Vegas. Nach einer Gesangseinlage kommt es zum Sex zwischen Elvis und Ann-Margret direkt am Set. Als Datum für die Szene wird November 1963 angegeben.
Szene 2: Nach einer Einleitung von Elvis’ Cousin zweiten Grades, Melvis Presley, werden James Dean und Natalie Wood bei den Proben für den Film Rebel Without a Cause gezeigt. Elvis und der junge Melvis besuchen die beiden kurz am Set. Nach kurzem Small-Talk und einem Lied gehen die beiden wieder und James und Natalie proben die Kussszene, aus der sich eine Sexszene entwickelt. Als Datum wird März 1955 angegeben.
Szene 3: Nach Kommentaren vom homosexuellen Make-up-Artist Sergio Bartholetti sowie Trucker Billy Boy findet Elvis’ und Priscilla's Hochzeitsnacht statt, bei der beide es nach 10-jähriger sexueller Abstinenz nicht aushalten können und übereinander herfallen. Als Datum wird Mai 1957 angegeben, obwohl Elvis’ Heirat 10 Jahre später war.
Szene 4: Diese Szene wird von einem Kommentar von Sergio eingeleitet. Elvis besucht mit seinen Freundinnen Jessica und Asa Muhammad Ali im Trainingslager und unterhalten sich über Ali's letzten Misserfolg, den Kampf gegen Ken Norton. Damit Ali sich erholen kann, bittet Elvis Jessica und Asa ihn etwas aufzulockern. Es kommt zu einem Dreier. Die Szene spielt im April 1973.
Szene 5: Kurze Kommentare von Shirley und Melvis sowie eine Gesangseinlage von Elvis leiten diese Szene aus dem November 1976 ein: Elvis und Billy Boy fahren nach Memphis, und Elvis erzählt, dass er wieder abnehmen und sich bessern will, um seinen Fans wieder den King zu geben, den sie immer wollten. Dabei erinnert er sich an seine Affäre mit Marilyn Monroe im Jahre 1956 und will diese wiederaufnehmen. Billy Boy erinnert ihn, dass Monroe tot sei, Elvis will dies aber nicht glauben. Daraufhin holt Billy Boy eine Doppelgängerin und bringt sie zu Elvis, wo die Frau sich auch als Marilyn vorstellt. Es kommt zu einem Dreier zwischen Elvis, Marilyn und Billy Boy.
Im Abspann des Films, bei denen kurze Szenen aus dem Film gezeigt werden, hört man einen Off-Sprecher: „Er war der King des Rock ’n’ Roll. Die Menschen liebten ihn für seine Stimme, für seinen Charme und sein Herz. Sie liebten ihn bis zum Ende und lieben ihn immer noch. Und wer sich über ihn lustig machen will, dem sag ich 'Mach keinen Fehler' ... und ich bin verdammt nochmal sicher: irgendwo dort oben sieht er diesen Film und lacht sich einen ab.“

## Weiteres
Der Film parodiert neben Filmszenen der 50er und 60er auch zahlreiche Tanzeinlagen und Songs von Elvis. Dazu gehören die Songs Hound dog, C'mon everybody, That's alright, Mama, Hawaiian Wedding song, Suspicious minds und Are you lonesome tonight.
Einige Elvis-Fans waren wütend über diesen Film. Braun, selbst bekennender Elvis-Presley-Fan, fand eine Todesdrohung an seinem Auto und schaltete daraufhin die Polizei ein.
Dale DaBone, auch Elvis-Fan, der ebenfalls am 8. Januar geboren wurde, fühlte sich laut Interview sehr geehrt, die Rolle von Presley zu spielen.
Braun plant außerdem, die Filme „Rat Pack XXX - A Porn Parody“ und „The Beatles XXX - A Porn Parody“ herausbringen, beide sind noch nicht erschienen.